# Sébastien Rosseler
Sebastien Rosseler (Verviers, 15 de julio de 1981)  es un ciclista belga. Profesional entre 2003 y 2015, fue un buen rodador y su rol dentro de sus equipos fue el de acompañar a hombres como Tom Boonen en pruebas de pavés y para lanzar los esprints.

## Biografía
Después de un primer año en el equipo filial del Quick Step en 2003, donde ganó tres etapas del Tour de Olympia, Sébastien Rosseler pasó la temporada 2004 en las filas del equipo Relax-GAM. Confirmó un buen nivel quedando noveno de la Gante-Wevelgem y octavo en los Cuatro días de Dunkerque.
De vuelta al Quick Step a partir de 2005, sufrió varias lesiones. Sin embargo, terminó en cuarto lugar en los Tres días de La Panne, segundo en la Vuelta a Bélgica y tercero en la Halle-Ingooigem en 2006. Consiguió su primera victoria profesional en 2007 en la etapa contrarreloj del Tour del Benelux, donde terminó octavo. En el mismo año terminó cuarto en el Campeonato de Bélgica de ciclismo contrarreloj y cuarto también en la Vuelta a Bélgica. También terminó el 21º de la París-Roubaix.
En 2008, se lesionó a principios de la temporada, pero se hizo notar de nuevo en el Tour del Benelux, siendo tercero en la contrarreloj final obteniendo así el segundo lugar en la general, por detrás de José Iván Gutiérrez. A finales de temporada, acabó quinto en la París-Bruselas y segundo en el Circuito Franco-Belga donde ganó una etapa.
En 2010, se impuso en la cuarta etapa de la Vuelta al Algarve en solitario, así como la Flecha Brabançona.
En junio de 2015, su equipo, el Veranclassic-Ekoi, anunció su retirada.

## Palmarés
2003
- 3 etapas del Tour de Olympia

2007
- 1 etapa del Tour del Benelux

2008
- 1 etapa del Circuito Franco-Belga

2009
- 1 etapa de los Cuatro días de Dunkerque
- 1 etapa de la Vuelta a Bélgica
- 2.º en el Campeonato de Bélgica Contrarreloj

2010
- 1 etapa de la Vuelta al Algarve
- Flecha Brabançona
- 2.º en el Campeonato de Bélgica Contrarreloj

2011
- Tres Días de La Panne, más 1 etapa

## Resultados en Grandes Vueltas y Campeonatos del Mundo
| Carrera              | Carrera              | 2003 | 2004 | 2005 | 2006  | 2007  | 2008 | 2009  | 2010 | 2011 | 2012  | 2013 | 2014 | 2015 |
| -------------------- | -------------------- | ---- | ---- | ---- | ----- | ----- | ---- | ----- | ---- | ---- | ----- | ---- | ---- | ---- |
|                      | Giro de Italia       | —    | —    | —    | —     | —     | —    | —     | —    | —    | 125.º | —    | —    | —    |
|                      | Tour de Francia      | —    | —    | —    | —     | 104.º | 95.º | 104.º | —    | —    | —     | —    | —    | —    |
|                      | Vuelta a España      | —    | —    | —    | 116.º | —     | —    | —     | —    | —    | —     | —    | —    | —    |
| Mundial Contrarreloj | Mundial Contrarreloj | —    | —    | —    | —     | —     | —    | 38.º  | —    | —    | —     | —    | —    | —    |

—: no participa

Ab.: abandono

## Equipos
- Quick Step-Davitamon-Latexco (2003)
- Relax-Bodysol (2004)
- Quick Step (2005-2009)
  - Quick Step (2005)
  - Quick Step-Innergetic (2006-2007)
  - Quick Step (2008-2009)
- Team RadioShack (2010-2011)
- Garmin-Sharp (2012-2013)
- Veranclassic (2014-2015)
  - Veranclassic-Doltcini (2014)
  - Veranclassic-Ekoi (2015)